# 메건 러피노
메건 애나 러피노(영어: Megan Anna Rapinoe i/rəˈpiːnoʊ/, 1985년 7월 5일~)는 미국의 여자 축구 선수이다. 주 포지션은 미드필더이며 윙어로도 뛸 수 있다. 현재는 미국 내셔널 위민스 사커 리그의 시애틀 레인 FC에서 활동하고 있다.

## 어린 시절
메건 러피노는 캘리포니아주 레딩에서 짐 러피노와 데니즈 러피노 부부의 딸로 태어났다. 짐 러피노와 데니즈 러피노 부부에게는 5명의 자녀가 있었는데 메건 러피노에게는 쌍둥이 자매인 레이철 러피노가 있다.
메건 러피노는 3세 시절부터 오빠인 브라이언 러피노의 영향을 받으면서 축구를 즐기기 시작했지만 10세부터 15세까지는 마약 혐의로 인해 펠리컨베이 최고 보안 교도소를 비롯한 캘리포니아주의 여러 교도소에 수감되기도 했다. 메건 러피노에게 축구는 캘리포니아주에 만연했던 청소년의 약물 남용을 피할 수 있는 수단으로 여겨졌다.

## 학교 재학 시절
메건 러피노는 고등학교 시절까지 어린 시절의 대부분을 아버지가 지도하던 축구 팀에서 활동했다. 풋힐 고등학교에 재학 중이던 2002년부터 2005년까지는 레이철 러피노와 함께 캘리포니아주 새크라멘토를 연고로 하는 축구 클럽인 엘크그로브 프라이드(현재의 새크라멘토 프라이드) 소속으로 활동했다.
메건 러피노는 매 학기마다 명예 학생 칭호를 받았고 잡지 《퍼레이드》(Parade), 미국 축구 지도자 협회(NSCAA)가 공동으로 선정한 주니어 올아메리카 팀, 시니어 올아메리카 팀에 이름을 올렸다. 2004년에는 맥도날드가 선정한 전미 여자 축구 고등학교 웨스트 팀에 이름을 올렸다.
2005년에는 레이철 러피노와 함께 오리건주 포틀랜드의 포틀랜드 대학교에 입학하면서 포틀랜드 파일러츠로부터 장학금을 받았다. 러피노는 2005 시즌에서 25경기에 출전하면서 15골, 도움 13개를 기록하여 포틀랜드 파일러츠의 NCAA 디비전 I 여자 축구 선수권 대회 우승에 기여했다. 2006 시즌에서는 10골, 도움 2개를 기록했지만 2006년 10월에 일어난 십자 인대 부상을 당하면서 한동안 경기에 출전하지 않았다.
2008 시즌에서는 22경기에 출전하여 5골, 도움 13개를 기록했다. 포틀랜드 파일러츠는 2008 웨스트코스트 콘퍼런스 시즌에서 1위를 차지했고 러피노는 올해의 웨스트코스트 콘퍼런스 선수로 선정되는 영예를 안았다. 또한 《사커 아메리카》(Soccer America)가 선정한 전미 퍼스트 팀, 미국 축구 지도자 협회(NSCAA)가 선정한 전미 세컨드 팀에 선정되는 영예를 안았다. 포틀랜드 파일러츠에서 활동하던 동안에 60경기에 출전했고 30골, 도움 28개를 기록하여 총 88점을 기록했다.

## 클럽 경력
러피노는 2009년 미국 여자 프로 축구(WPS) 드래프트 1라운드에서 2순위로 지명되어 시카고 레드 스타스에 입단했다. 2009 시즌에서는 전체 18경기 가운데 17경기에 출전했고 2골, 도움 3개를 기록했다. 2009년 8월에는 미국 여자 프로 축구 올스타팀에 이름을 올렸고 스웨덴 다말스벤스칸 우승 팀인 우메오 IK와의 미국 여자 프로 축구 올스타전에 참가했다. 2010 시즌에서는 전체 20경기 가운데 19경기에 출전했고 1골을 기록했다.
2010년 12월에 필라델피아 인디펜던스로 이적했고 4경기에 출전하여 1골을 기록했다. 2011년에는 100,000 미국 달러의 이적료와 함께 매직잭으로 이적했는데 이는 미국 여자 프로 축구 소속 선수들의 평균 연봉인 25,000 미국 달러를 넘는 수준이었다. 러피노는 2011 시즌에서는 매직잭이 3위를 차지하여 플레이오프에 진출하는 성과를 기록했다. 매직잭은 2011년 8월 17일에 열린 보스턴 브레이커스와의 플레이오프 준결승전에서 매직잭의 3-1 승리에 기여했지만 매직잭은 필라델피아 인디펜던스와의 플레이오프 결승전에서 0-2로 패배하면서 탈락하고 만다. 미국 여자 프로 축구가 2011년 10월 25일에 매직잭의 프랜차이즈를 말소하기로 결정하면서 러피노를 비롯한 동료 선수들은 2012 시즌부터 자유 계약 선수가 되었다. 미국 여자 프로 축구는 2012년 초반을 기해 폐지되었다.
2011년 10월에는 오스트레일리아 W리그 소속 여자 축구 클럽인 시드니 FC의 초청 선수로 발탁되었다. 2011 W리그 시즌에서는 2경기에 출전하여 1골을 기록했다. 2012년 여름에는 호프 솔로, 앨릭스 모건, 시드니 러루, 스테퍼니 콕스와 함께 시애틀 사운더스 위민으로 이적했고 2012 시즌에서는 2경기에 출전하여 도움 2개를 기록했다.
2013년 1월에는 프랑스 디비지옹 1 페미닌 소속 여자 축구 클럽인 올랭피크 리옹과 6개월 계약을 체결했다. 올랭피크 리옹에서 활동하던 동안에 벌어들인 한 달 동안의 평균 수익은 약 11,000 유로 또는 약 14,000 미국 달러 수준으로 추산된다. 2012-13 디비지옹 1 페미닌 시즌에서는 6경기에 출전하여 2골을 기록했다. 2012-13 UEFA 여자 챔피언스리그에서는 5경기에 출전하여 2골, 도움 1개를 기록하여 올랭피크 리옹의 준우승에 기여했다.
2013-14 디비지옹 1 페미닌 시즌에서 8경기에 출전하여 3골을 기록했다. 2013-14 UEFA 여자 챔피언스리그에서는 4경기에 출전하여 1골을 기록했지만 올랭피크 리옹은 16강전에서 탈락했다. 2012년부터 2014년까지 올랭피크 리옹에서 활동하던 동안에 디비지옹 1 페미닌 28경기에 출전하여 8골을 기록했다.
2013년에 내셔널 위민스 사커 리그(NWSL) 소속 여자 축구 클럽인 시애틀 레인 FC로 이적했다. 시애틀 레인은 러피노가 합류하기 이전까지 10경기에서 1무 9패를 기록하고 있었다. 러피노는 시애틀 사운더스와의 경기에서 2골, 도움 1개를 기록하여 시카고 레인의 4-1 승리에 기여했고 2013 내셔널 위민스 사커 리그 시즌 16주에서 이 주의 선수로 선정되었다. 2013 시즌에서는 전체 22경기 가운데 12경기에 출전하여 5골을 기록했다.
2014년 4월 14일에 열린 보스턴 브레이커스와의 2014 시즌 첫 경기에서 일어난 발 부상으로 인해 한동안 경기에 출전하지 않았지만 2014년 7월 3일에 열린 웨스턴 뉴욕 플래시와의 경기에 복귀했다. 메건 러피노는 2014 시즌에서 4골, 도움 1개를 기록했고 시애틀 레인은 NWSL 정규 시즌에서 통산 전적 16승 6무 2패, 승점 54점을 기록하여 정규 시즌에서 우승을 차지했다. 러피노는 워싱턴 스피릿과의 NWSL 챔피언십 플레이오프 준결승전에서 1골을 기록하여 시애틀 레인의 2-1 승리에 기여했다. FC 캔자스시티와의 NWSL 챔피언십 플레이오프 결승전에서는 1골을 기록했지만 시애틀 레인은 캔자스시티에 1-2로 패배했다.
2015년 4월 12일에 열린 웨스턴 뉴욕 플래시와의 2015 시즌 첫 경기에서 자신의 첫 해트트릭과 도움 1개를 기록했고 시애틀 레인의 5-1 승리에 기여했다. 2015 내셔널 위민스 사커 리그 시즌 1주에서 이 주의 선수로 선정되었고 시애틀 레인은 2015 NWSL 정규 시즌에서 우승을 차지했다.

## 국가대표 경력

### 청소년 국가대표
러피노는 2003년부터 2005년까지 미국 여자 U-19 축구 국가대표팀 선수로 활동했으며 21경기에 출전하여 9골을 기록했다. 2003년 1월에 캘리포니아주 출라비스타에서 소집된 미국 여자 U-19 축구 국가대표팀 훈련 캠프에 처음 참가했고 2003년 7월에는 미국 여자 U-19 축구 국가대표팀의 네덜란드, 독일 방문에 참여했다.
2003년 3월 1일에 열린 멕시코와의 경기에서 첫 골을 기록했고 캐나다에서 개최된 2004년 CONCACAF U-19 여자 축구 선수권 대회에서 3골을 기록했다. 태국에서 개최된 2004년 FIFA U-19 세계 여자 축구 선수권 대회에서는 3골을 기록하여 미국이 3위를 차지하는 데에 기여했다.

### 성인 국가대표
러피노는 2006년에 캘리포니아주 카슨에서 소집된 미국 여자 축구 국가대표팀 훈련 캠프에 처음 참가했다. 2006년 7월 23일에 열린 아일랜드와의 친선 경기에 처음 출전하면서 축구 국가대표팀 선수로 데뷔했고 2006년 10월 1일에 열린 중화 타이베이와의 친선 경기에서 자신의 국가대표팀 첫 골을 기록했다.
2007년부터 2008년까지는 십자 인대 부상으로 인해 중국에서 개최된 2007년 FIFA 여자 월드컵, 2008년 베이징 하계 올림픽에 참가하지 못했지만 2009년에 미국 여자 축구 국가대표팀에 다시 소집되었다. 멕시코에서 개최된 2010년 CONCACAF 여자 골드컵에서는 과테말라와의 조별 예선 경기에서 2골을 기록했지만 미국은 해당 대회에서 3위를 기록하면서 유럽과의 대륙간 플레이오프로 밀려나게 된다. 러피노는 이탈리아와의 플레이오프 2차전 경기에서 에이미 로드리게스의 골을 어시스트하면서 미국의 2011년 FIFA 여자 월드컵 본선 진출해 기여했다.
러피노는 독일에서 개최된 2011년 FIFA 여자 월드컵에서 6경기에 출전하여 1골, 도움 3개를 기록했다. 콜롬비아와의 조별 예선 경기에서는 50분 동안 출전하면서 1골을 기록했고 미국의 2-0 승리에 기여했다. 브라질과의 8강전 경기에서는 교체 선수로 출전하여 정확한 크로스를 통해 연장 후반전 추가 시간 2분에 나온 애비 웜백의 2-2 동점골을 어시스트했다. 미국의 승부차기 끝에 브라질을 누르고 준결승전에 진출했다. 일본과의 결승전에서는 후반전 24분에 나온 앨릭스 모건의 골을 어시스트했지만 미국은 승부차기 끝에 일본에 패배하면서 준우승을 차지하게 된다.
2012년 런던 하계 올림픽에서는 6경기에 출전하여 3골, 도움 4개를 기록했고 미국의 올림픽 여자 축구 금메달에 기여했다. 콜롬비아와의 조별 예선 경기에서 1골을 기록하면서 미국의 3-0 승리에 기여했다. 캐나다와의 준결승전 경기에서는 2골을 기록하면서 미국의 4-3 승리에 기여했고 일본과의 결승전 경기에서는 후반전 8분에 나온 칼리 로이드의 2번째 골을 어시스트했다.
2013년 6월 20일에 열린 대한민국와의 친선 경기에서는 애비 웜백의 159번째 국가대표팀 골을 어시스트했다. 캐나다에서 개최된 2015년 FIFA 여자 월드컵에서는 오스트레일리아와의 조별 예선 경기에서 2골을 기록하면서 미국의 3-1 승리에 기여했다. 미국은 2015년 FIFA 여자 월드컵에서 통산 3번째 FIFA 여자 월드컵 우승을 차지했다. 2016년 리우데자네이루 하계 올림픽에서는 콜롬비아와의 조별 예선 경기, 스웨덴과의 8강전 경기에 참가했지만 미국은 스웨덴과의 8강전에서 승부차기 끝에 패배하면서 탈락하고 만다.
프랑스에서 개최된 2019년 FIFA 여자 월드컵에서는 태국과의 조별 예선 경기에서 1골, 스페인과의 16강전 경기에서 2골, 프랑스와의 8강전 경기에서 2골을 기록했다. 네덜란드와의 결승전 경기에서는 페널티킥 선제골을 기록했고 FIFA 여자 월드컵 결승전 경기에 출전한 최고령 선수로 기록되었다. 미국은 해당 경기에서 2-0으로 승리하면서 통산 4번째 FIFA 여자 월드컵 우승을 차지했다. 러피노는 2019년 FIFA 여자 월드컵에서 6골을 기록했지만 미국의 앨릭스 모건보다 출전 시간이 적어서 골든 부트를 수상했고 해당 대회의 최우수 선수(MVP)에 해당하는 골든 볼을 수상하는 영예를 안았다.

## 사생활
러피노는 대학교 시절부터 자신이 레즈비언이라고 생각했다. 메건 러피노는 2012년 7월에 발행된 잡지 《아웃》(Out)을 통해 자신이 2009년부터 오스트레일리아의 여자 축구 선수인 세라 월시와 교제하고 있다는 사실을 공개했지만 러피노와 월시는 2013년에 결별하게 된다. 러피노는 2015년 8월에 자신과 교제하고 있던 여자 팝 가수인 세라 커훈과 약혼했지만 2017년 1월에 커훈과의 결혼 계획을 철회했다.
러피노는 2017년 7월 20일에 자신이 2016년 말부터 미국의 여자 농구 선수인 수 버드와 교제하고 있다는 사실을 확인했다. 러피노와 버드는 2018년에 ESPN에서 발행한 《바디 이슈》 표지를 장식한 최초의 동성 커플이 되었다.
러피노는 성소수자 인식 개선에 초점을 둔 미국의 교육 전문 단체인 게이·레즈비언·이성애자 교육 네트워크(Gay, Lesbian & Straight Education Network, GLSEN), 미국 올림픽 패럴림픽 위원회를 위한 자선 활동을 전개했다. 2013년에는 스포츠계에서 일어나는 성소수자 혐오 극복에 초점을 둔 미국의 비영리 성소수자 권리 단체인 애슬리트 앨라이(Athlete Ally)의 대사로 임명되었다. 2015년에는 미국 게이·레즈비언 스포츠인 명예의 전당에 등록되었다.
러피노는 2016년 말부터 미국 평등 고용 추진 위원회에 미국 여자 축구 국가대표팀의 동등한 임금 지급을 요구했다. 2019년 3월에는 미국 여자 축구 국가대표팀 선수 27명과 함께 미국 축구 연맹을 상대로 국가대표팀의 성 차별에 대한 소송을 제기했는데 이는 여자에게 남자와 동등한 수준의 임금을 제공하자는 운동과 밀접한 관련이 있다.
러피노는 2016년 9월 4일에 열린 시카고 레드 스타스와의 내셔널 위민스 사커 리그 경기, 2016년 9월 15일에 열린 태국과의 친선 경기에 앞서 미국에서 일어나는 인종 차별과 사회적 불평등에 항의하기 위해 미국의 국가가 연주되는 동안에 무릎을 꿇는 동작을 취했다. 러피노는 앞으로도 미국의 국가가 연주되는 동안에는 국가를 따라 부르지 않을 것이라고 밝혔다.

## 수상

### 클럽
올랭피크 리옹
- 디비지옹 1 페미닌 1회 우승 (2012-13)
- 쿠프 드 프랑스 페미닌 1회 우승 (2012-13)
- UEFA 여자 챔피언스리그 1회 준우승 (2012-13)

시애틀 레인 FC
- NWSL 실드 2회 우승 (2014, 2015)

### 국가대표
- 2011년 알가르브컵 우승
- 2011년 FIFA 여자 월드컵 준우승
- 2012년 런던 하계 올림픽 여자 축구 금메달
- 2013년 알가르브컵 우승
- 2014년 CONCACAF 여자 축구 선수권 대회 우승
- 2015년 알가르브컵 우승
- 2015년 FIFA 여자 월드컵 우승
- 2018년 시빌리브스컵 우승
- 2018년 토너먼트 오브 네이션스 우승
- 2018년 CONCACAF 여자 축구 선수권 대회 우승
- 2019년 FIFA 여자 월드컵 우승

### 개인
- 2013년 알가르브컵 대회 최우수 선수(MVP) 수상
- 2019년 FIFA 여자 월드컵 골든 볼 수상
- 2019년 FIFA 여자 월드컵 골든 부트 수상
- 2019년 FIFA 올해의 여자 선수 수상
- 2019년 여자 발롱도르 수상
- 내셔널 위민스 사커 리그 베스트 일레븐 퍼스트 팀 1회 선정 (2018 시즌)
- 내셔널 위민스 사커 리그 베스트 일레븐 세컨드 팀 3회 선정 (2013 시즌, 2015 시즌, 2017 시즌)
- 내서널 위민스 사커 리그 이 주의 선수 6회 선정 (2013 시즌 16주, 2015 시즌 1주, 2017 시즌 11주, 2017 시즌 14주, 2018 시즌 1주, 2018 시즌 7주)

## 같이 보기
- 올림픽 축구 메달리스트 목록
- 포틀랜드 대학교